# Dżabal ad-Duruz
Dżabal ad-Duruz (جبل الدروز) – autonomiczne państewko na terenie francuskiego mandatu w Syrii. 
1 maja 1921 wydzielono terytorium dla Druzów. 4 marca 1922 utworzono autonomiczne państwo druzyjskie ze stolicą w As-Suwajdzie. W 1936 Francuzi przekazali Dżabal ad-Duruz Republice Syryjskiej, lecz wydzielili je na nowo w 1939. W 1944 państewko druzyjskie zostało ostatecznie przyłączone do niepodległej Syrii.

## Gubernatorzy
- Amir Salim Basza al-Atrasz (1 maja 1921 - 15 września 1923)
- p.o. Trenga (15 września 1923 - 6 marca 1924)
- Gabriel Marie Victor Carbillet (6 marca 1924 - 14 października 1925)
- Charles Andréa (15 października 1925-1927)
- Marie Joseph Léon Augustin Henry (1927)
- Abel Jean Ernest Clément-Grancourt (1927-1932)
- Renaud Massiet (3 lutego 1932 - 28 stycznia 1934)
- Devicq (1934-1935)
- Pierre François Joseph Tarrit (1935 - 2 grudnia 1936)